# Børns billeder
Børns billeder er en dansk dokumentarfilm fra 1982, der er instrueret af Bodil Havskov.

## Handling
Om mindre børns spontane billedskabende virksomhed, der når sit højdepunkt omkring 4-5 års alderen, men som oftest stagnerer samtidig med, at barnet har tilegnet sig læse- og skrivefærdighed. Det skyldes antagelig ikke den nye færdighed, men snarere den indlæringsmetode, der foregår ved hjælp af fremmedgørende (voksen)illustrationer.